# Pritchardia schattaueri
Pritchardia schattaueri là loài thực vật có hoa thuộc họ Arecaceae. Loài này được Hodel miêu tả khoa học đầu tiên năm 1985.

## Hình ảnh

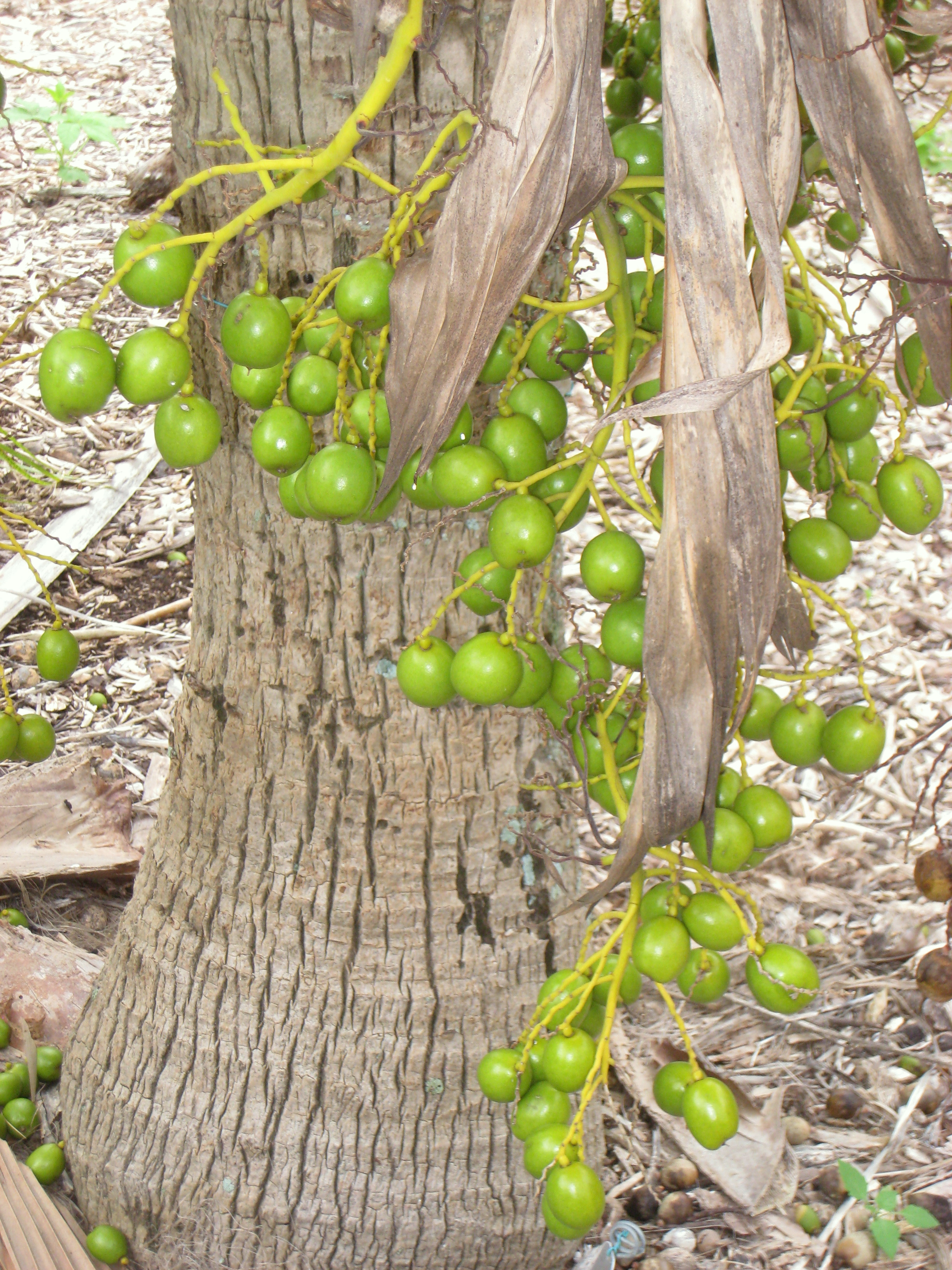
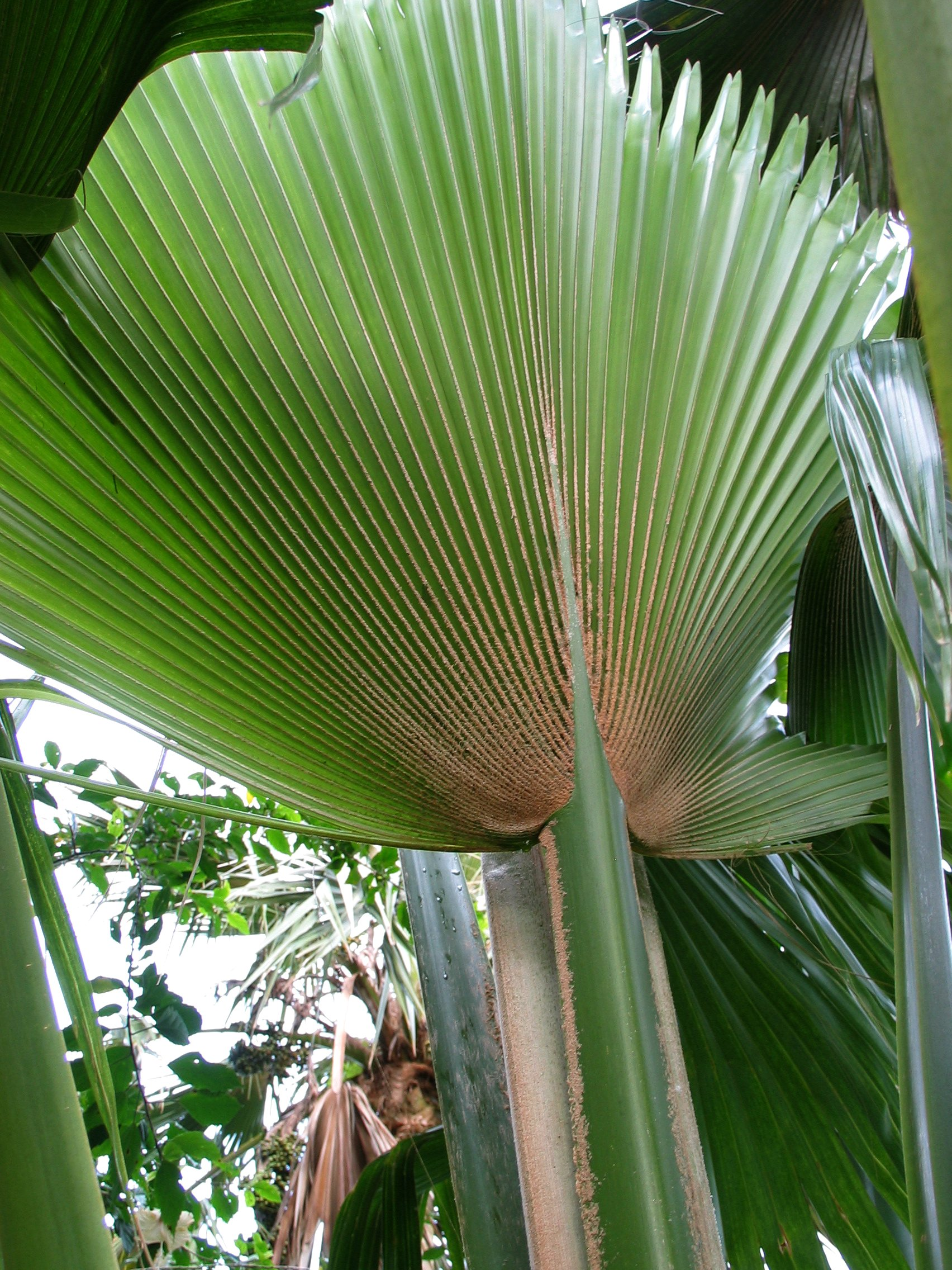
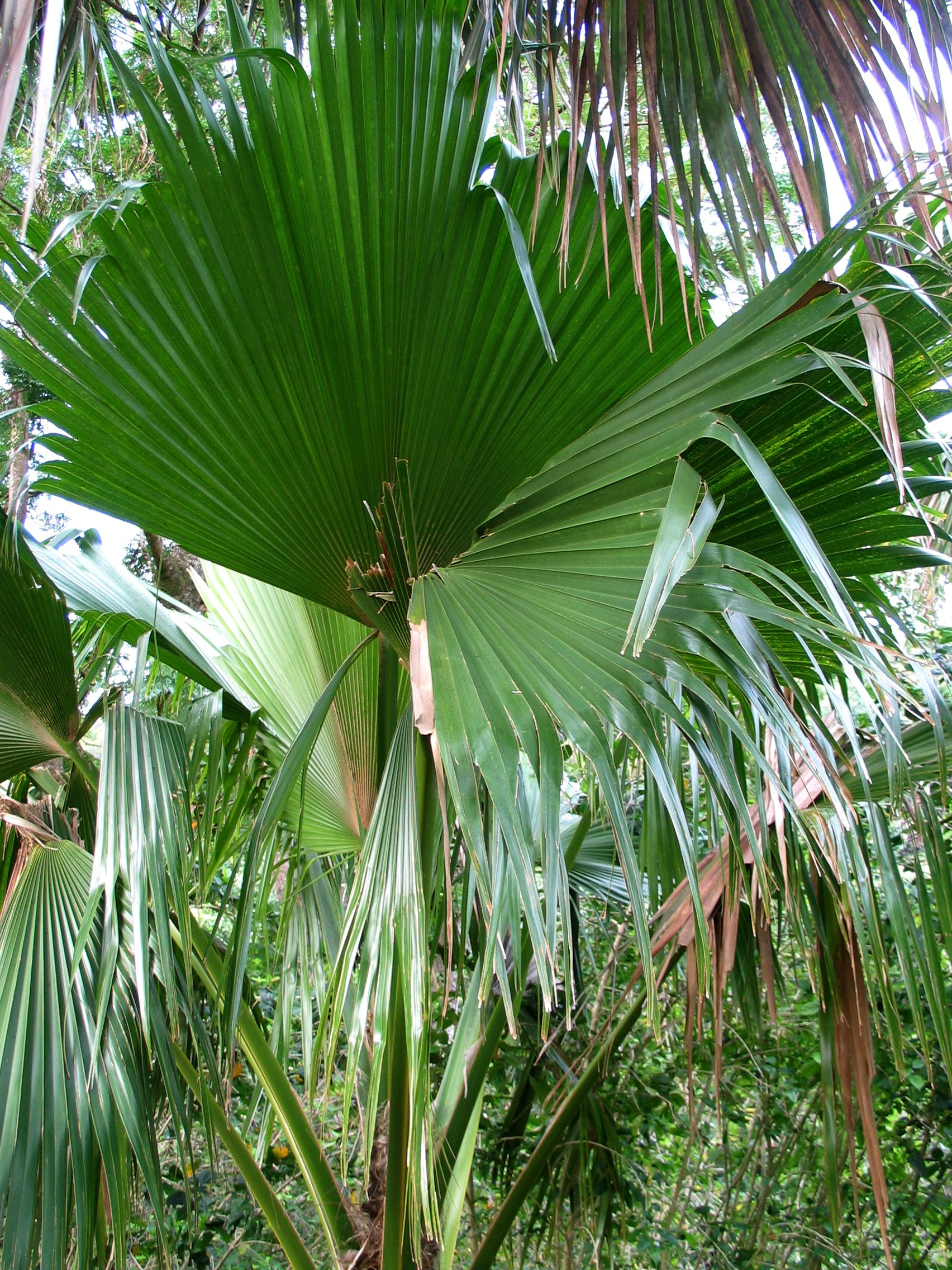
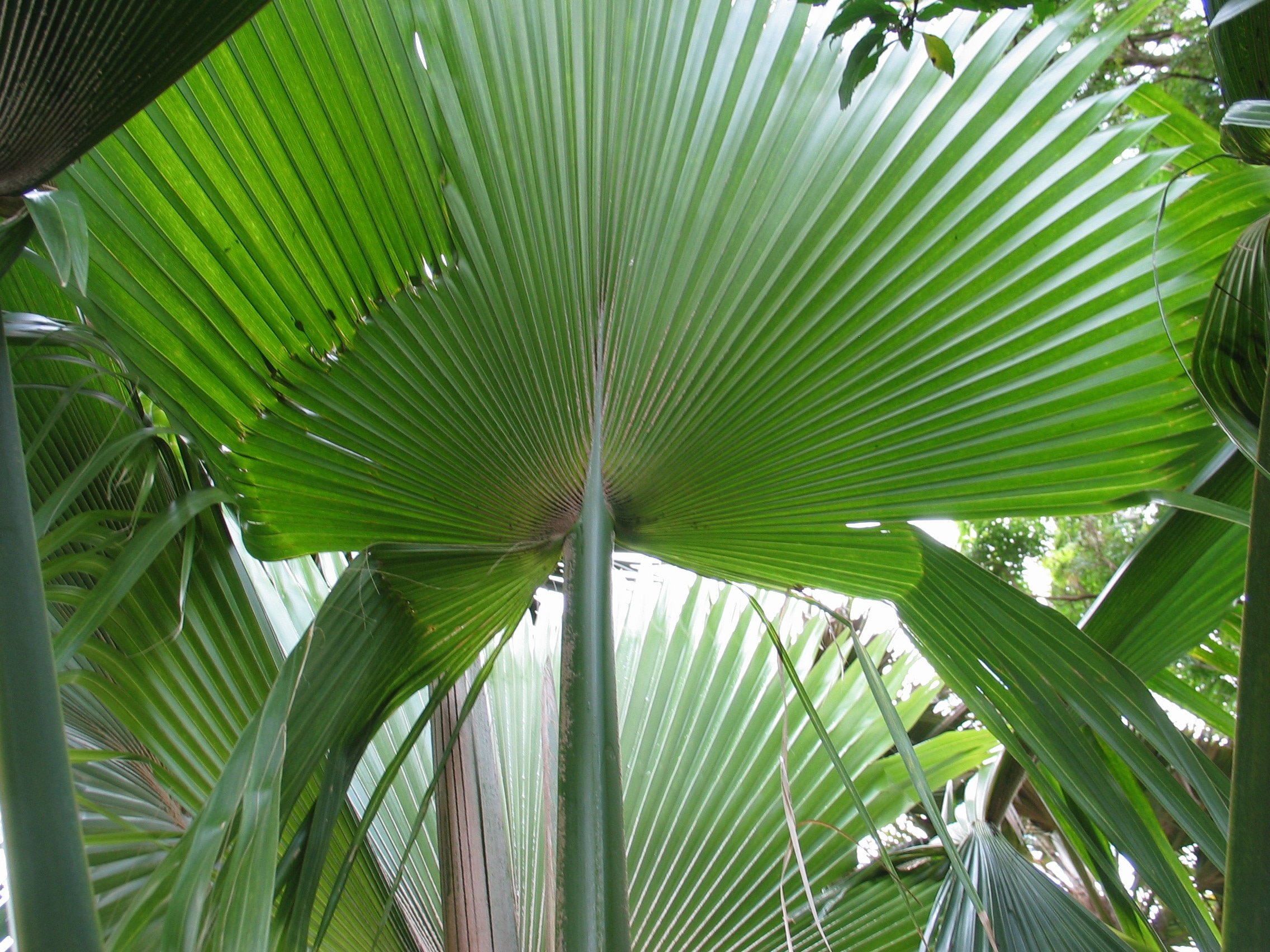